# 프리미어모터스
프리미어모터스 주식회사(영어: PREMIER MOTORS)는 포드 모터 컴퍼니와 링컨의 대한민국 공식 수입 딜러이다.

## 역사
- 2010년 7월 20일: 회사 설립
- 2023년 3월: 키움 히어로즈와 2023 KBO시즌 파트너십 계약 체결[2]
- 2025년 4월: 회생절차개시 신청서 접수[3]